# Leptothyrium castaneae
Leptothyrium castaneae är en svampart som först beskrevs av Kurt Sprengel, och fick sitt nu gällande namn av Pier Andrea Saccardo 1882. Leptothyrium castaneae ingår i släktet Leptothyrium, divisionen sporsäcksvampar och riket svampar.   Inga underarter finns listade i Catalogue of Life.